# 4392 Agita
A 4392 Agita (ideiglenes jelöléssel 1978 RX5) a Naprendszer kisbolygóövében található aszteroida. Nyikolaj Sztyepanovics Csernih fedezte fel 1978. szeptember 13-án.